# Спогади про доктора Семюеля Джонсона
Спогади про доктора Семюеля Джонсона (англ. A Reminiscence of Dr. Samuel Johnson) — оповідання американського письменника-фантаста Говарда Лавкрафта, написане у 1917 році та вперше опубліковане у вересневому номері журналу «United Amateur» за 1917 рік під псевдонімом Humphrey Littlewit, Esq..
Ця історія є прикладом лавкрафтівської імітації старовинної стилістики письма. Оповідач — Літтлвіт (прізвище якого можна перекласти як Слабоумний). Розповідь написана мовою, характерною для того часу, з використанням уже застарілої до моменту її написання орфографії.

## Сюжет
Розповідь написана в автобіографічному стилі і є нібито мемуарами Гемфрі Літтлвіта, який народився 200 років тому — 1690 року — і живе вже 228-й рік. Гемфрі приїхав до Лондона ще в юності й познайомився з багатьма дітьми, які потім стали видатними діячами часів царювання короля Вільгельма: Джона Драйдена, Джозефа Аддісона, Джонатана Свіфта, Александра Поупа.
У травні 1763 року в таверні «Мітра» пан Джеймс Босуелл познайомив Гемфрі з доктором Джонсом. Вони стають друзями, обговорюють безліч літературних тем, відвідують зустрічі «Літературного клубу». Раз на тиждень художники й письменники збиралися в різних місцях: у «Голові турка», на Геррард-стріт, «У Принца» на Секвілль-стріт, у «У Ле Телльє» на Довер-стріт, «У Парслоу» або в «Будинку з солом'яним дахом» на Сент-Джеймс-стріт. Ці дружні зустрічі зазвичай проходили спокійно, хоча, іноді вони контрастували з розбіжностями в літературних поглядах нинішньої «Асоціації аматорської преси». Безліч діячів відвідували ці збори і висловлювали свою думку з приводу найрізноманітніших подій, що породило чимало конфліктів і пліток.
Гемфрі запам'ятав багато речей про Сема Джонсона і його клуб, членство в якому він зберігав ще тривалий час після смерті доктора. Гемфрі відчував, що дуже втомився, дуже старий. До того ж настав час для його сну.